# Bluegrass
Bluegrass er en i lighed med countrymusikken videreudvikling af oldtimemusikken fra Appalacherbjergkæden i USA. I dalene og på sæterne vokser "Kentucky Blue Grass" (Poa pratensis), som har givet musikken sit navn.
Stilistisk oprinder Bluegrass fra country, appalachemusik, engelsk-, irsk- og skotsk folkemusik,  blues og jazz.

## Starten
I 1940'erne var oldtime/country blevet tilpasset tidens populærmusik, og som bolværk mod dette arbejdede Bill Monroe, en sanger og mandolinspiller fra staten Kentucky på at raffinere og videreudvikle spillet på de traditionelle instrumenter og den flerstemmige sang. Countrymusikken havde fjernet sig fra den oprindelige rustikke stil med banjoen og violinen som de dominerende instrumenter, dem der holdt fast ved denne stil optrådte mest som pauseklovne ved countryshows eller som indslag der skulle gøre de konservative tilfreds. Bill Monroe var en af dem, der holdt fast ved den gamle stil, men han var ude på at forny den for at lave et bolværk mod de nymodens strømninger i countryen. Efter tilnavnet på hans fødestat The Bluegrass State kaldte han sit band The Bluegrass Boys.

### Musikkens opbygning
Sidst i 1940'erne havde The Bluegrass Boys efterhånden udviklet den stil, der kom til at danne skole og som bestod af guitar, violin og banjo fra det klassiske oldtime stringband plus mandolin og kontrabas. Monroes sang var influeret af bluesmusikken uden at den mistede kontakten med rødderne i de gamle angelsaksiske folkesange, og mellem hvert vers improvisererede instrumenterne en solo inspireret af jazzens improvisationer. Grundrytmen dannes af kontrabassen og guitarens dybe strenge på 1. og 3. taktslag og guitarens høje strenge og en mandolinakkord på 2. og 4. taktslag, der giver musikken dens særlige hoppende rytme. Sangenes omkvæd synges to- eller trestemmigt med en stemme over melodistemmen. De religiøse sange blev ofte sunget firstemmigt, med kun guitaren som akkompagnement og et lille mandolinmellemspil. Endvidere skal der nævnes instrumentalnumrene, hvor et instrument spillede temaet og de andre improviserede deres version af det efterfølgende.

## I kølvandet
Denne musik fik hurtigt efterlignere og blev snart kaldt bluegrass efter Bill Monroes band. De efterfulgtes af The Stanley Brothers og af Lester Flatt & Earl Srcuggs, der brød med Monroe og startede deres eget band. Især Earl Scruggs' banjospil er karakteristisk og blev skoledannende. Det medførte, at bluegrassmusikken i meget lang tid blev forbundet med banjoen.
I de første årtier af genrens historie var så godt som alle musikere i genren inden om The Bluegrass Boys, men droppede snart ud, fordi de ikke kunne klare Bill Monroes hårde program. Men de lærte tilstrækkeligt til at de kunne starte deres eget band, og snart var der mange bands, der udøvede denne fornyelse af den gamle oldtime musik.
I lighed med den ordinære countrymusik fik bluegrassen en krise, da Elvis Presley i 1954 slog igennem og satte rock and roll-bølgen i gang. De unge kastede sig begærligt over denne nye musik, og hilbilliernes musik blev spået en snarlig død.
Men takket være folkemusikbølgen i starten af 1960'erne blev bluegrassen trukket ind i lyset igen på de store folk-festivaler. En ny generation af unge tog musikken til sig, og i løbet af tresserne tog man sange fra folk-området skrevet af Bob Dylan, Tom Paxton, Gordon Lightfoot o.l. til sig. Og siden genvandt den en vis popularitet i 1967 via anvendelsen af Earl Scruggs' banjonummer "Foggy Mountain Breakdown" i filmen "Bonnie and Clyde", en historie der gentog sig i 1972 med guitar-banjoduetten "Duelin' Banjos" i Deliverance.

## Senere fornyelser
Genren selv blev dyrket af ungdomsoprøret som "folkets musik" og mange af tidens rockmusikere dyrkede den ved siden af rocken, f.eks. Jerry Garcia og Clarence White. Det satte også sit præg på genren, og der opstod en ny stil kaldet newgrass efter bandet Newgrass Revival. Guitaren blev mere og mere brugt som soloinstrument med en teknik kaldet flatpicking.
Mange af de guitarister, der nu skulle udvikle en solostil der passede til den akustiske guitar, havde zigeunerjazzguitaristen Django Reinhart som deres forbillede, og en fusion af jazz og bluegrass udviklede sig med folk som Tony Rice og David Grisman som foregangsmænd.
Det åbnede henad vejen op for flere eksperimenter, hvor man inddrog elementer fra etnisk musik, endda klassiske elementer blev taget i brug. Som altid når der eksperimenteres, så kommer noget musik til at fjerne sig fra genren i en sådan grad, at man kan diskutere, om det hører med. Derfor opstod snart termen new acoustic som fællesbetegenelse for disse eksperimenter.
Men den traditionelle og mere progressive bluegrass lever stadig, side om side med den nye genre new acoustic.
Nogle af dem, der har bragt genren ud til et bredere publikum uden at give køb på genrens kendetegn, er sangerinden og violinisten Alison Krauss, og gruppen Dixie Chicks. Adskillige af Krauss’ sange er blevet hits, såsom The Lucky One og Steel Rails.

## Vigtige navne i bluegrass

### Traditionel bluegrass
- Flatt & Scruggs – se også Lester Flatt og Earl Scruggs
- Jim & Jesse
- Jimmy Martin
- Del McCoury
- Bill Monroe
- Osborne Brothers
- The Stanley Brothers – se også Ralph Stanley

### Progressiv bluegrass
- Newgrass Revival
- David Grisman
- Sam Bush
- Kentucky Colonels – se også Clarence White
- Larry McNeely
- Peter Rowan
- Tony Rice
- Seldom Scene
- Tony Trischka
- Béla Fleck

## Ekstern henvisning
- Bluegrass i Danmark – indeholder links til mange websider om bluegrass

- Wikimedia Commons har flere filer relateret til Bluegrass

 Der er for få eller ingen kildehenvisninger i denne artikel, hvilket er et problem. Du kan hjælpe ved at angive troværdige kilder til de påstande, som fremføres i artiklen.